# صوفيا ألفاريز (ممثلة)
صوفيا ألفاريز (بالإسبانية: Sofía Álvarez)‏ هي ممثلة كولومبية، ولدت في 23 مايو 1913 في كولومبيا، وتوفيت في 30 أبريل 1985 بمدينة مكسيكو في المكسيك.

## أعمال

### أفلام
- (2018) إلى جميع الأولاد الذين أحببتهم من قبل

## وصلات خارجية
- صوفيا ألفاريز على موقع IMDb (الإنجليزية)
- صوفيا ألفاريز على موقع ميوزك برينز (الإنجليزية)
- صوفيا ألفاريز على موقع قاعدة بيانات الفيلم (الإنجليزية)